# Agénor fils de Poséidon
Pour les articles homonymes, voir Agénor.
Dans la mythologie grecque, Agénor (en grec ancien : Ἀγήνωρ / Agḗnōr) est un roi phénicien de Tyr. Il est le fils de Poséidon et de Libye, ce qui fait de lui le frère de Bélos (qui est son jumeau) et de Lélex.
Originaire d’Égypte, il se rend en Phénicie où il devient roi et épouse Téléphassa. Il en a plusieurs fils (Cadmos, Phénix et Cilix) et une fille, Europe (que certains auteurs considèrent cependant comme la fille de Phénix, et donc sa petite-fille). Certaines traditions lui attribuent aussi d’autres fils : Phinée, Thasos et Céphée.
Lorsqu’Europe est enlevée par Zeus, il envoie ses fils la chercher avec ordre de ne pas revenir tant qu'ils ne l’auront pas retrouvée. Leurs recherches restant vaines, ils s’établirent dans diverses régions de Grèce.

## Famille
Selon Apollodore, Agénor est né à Memphis en Égypte, de Poséidon et de Libye, et il avait un frère jumeau nommé Bélos. Belos resta en Égypte sur laquelle il règne tandis qu'Agénor part en Phénicie où il régnera. Selon d'autres sources, il est le fils de Bélos et non son jumeau, et peut-être d'Anchinoé.
Les sources diffèrent également quant aux enfants d'Agenor; il est parfois dit qu'il était le père de Cadmos, Europa, Cilix, Phoenix et Thasos,,,,,. Certaines sources affirment que Phoenix était plutôt le frère d'Agénor (et le fils de Bélos) et que c'était Phoenix qui était le père de ces derniers. La femme d'Agénor est donnée comme étant Téléphassa, Argiope,, Antiope, , ou Tyro, cette dernière donnant son nom à la ville de Tyr. Selon Pherecydes d'Athènes, la première épouse d'Agénor était Damno, la fille de Belos, qui enfantera de lui Phoenix et deux filles autrement inconnues, Isaia et Melia, qui épousèrent respectivement Égyptos et Danaos. Agénor a ensuite engendré Cadmos avec Argiope, fille de Nil.
Dans l'Iliade, cependant, Europe est clairement une fille de Phoenix. Soit Cadmos soit Europe sont confirmés comme enfants de Phoenix tant par les Éhées attribuées à Hésiode, que par les Bacchylides et par diverses scholies. Cilix et Phineus sont également des fils de Phoenix selon Phérécydes d'Athènes, qui ajoute également un fils autrement inconnu nommé Doryclus.
La plupart des sources ultérieures citent Cadmos et Cilix comme fils d'Agénor directement sans mentionner Phoenix. Dans les rares occasions où il est mentionné, Phoenix est répertorié comme le frère de Cadmos et Cilix. Qu'il soit inclus comme frère d'Agénor ou comme fils, ses rôles dans la mythologie se limitent à hériter du royaume de son père et à devenir l'éponyme des Phéniciens. Tous les témoignages s'accordent sur un roi phénicien qui a plusieurs enfants, dont les deux fils Cadmos et Cilix et une fille Europe.
Une certaine Idothée, épouse de Phineus, était appelé la sœur de Cadmos et donc peut-être la fille d'Agénor,. Taygete, généralement l'une des Pléiades et mère de Lacedemon par Zeus, aurait également été la fille d'Agénor.
| Relation | Noms              | Sources | Sources | Sources | Sources    | Sources    | Sources | Sources  | Sources  | Sources | Sources | Sources  | Sources | Sources | Sources | Sources | Sources | Sources |
| Relation | Noms              | Hes.    | Pher.   | Bacc.   | Euripides  | Sophoc.    | Herod.  | Apollon. | Apollon. | Dio.    | Val.    | Apollod. | Dictys  | Hyg.    | Pau.    | Non.    | Tzet.   | Unknown |
| -------- | ----------------- | ------- | ------- | ------- | ---------- | ---------- | ------- | -------- | -------- | ------- | ------- | -------- | ------- | ------- | ------- | ------- | ------- | ------- |
| Relation | Noms              | Éhées   | Pher.   | Dithy.  | Sch. Phoe. | Sch. Anti. | Herod.  | Arg.     | Sch.     | Dio.    | Val.    | Apollod. | Dictys  | Fab.    | Pau.    | Non.    | Tzet.   | Unknown |
| Parents  | Poséidon et Libye |         |         |         |            |            |         |          |          |         |         | ✓        |         |         |         |         |         |         |
| Parents  | Bélos             |         |         |         |            |            |         |          |          |         |         |          |         |         |         | ✓       | ✓       |         |
| Épouse   | Damno             |         | ✓       |         |            |            |         |          |          |         |         |          |         |         |         |         |         |         |
| Épouse   | Argiope           |         | ✓       |         |            |            |         | ✓        |          |         |         |          |         | ✓       |         |         |         |         |
| Épouse   | Antiope           |         |         |         | ✓          |            |         |          |          |         |         |          |         |         |         |         | ✓       |         |
| Épouse   | Téléphassa        |         |         |         |            |            |         |          |          |         |         | ✓        |         |         |         |         |         |         |
| Épouse   | Tyro              |         |         |         |            |            |         |          |          |         |         |          |         |         |         |         |         | ✓       |
| Enfants  | Phénix            | ✓       | ✓       |         |            |            |         |          |          |         |         | ✓        |         |         |         |         | ✓       |         |
| Enfants  | Cadmos            |         | ✓       | ✓       | ✓          |            | ✓       | ✓        |          | ✓       |         | ✓        |         | ✓       | ✓       | ✓       | ✓       |         |
| Enfants  | Isaia             |         | ✓       |         |            |            |         |          | ✓        |         |         |          |         |         |         |         |         |         |
| Enfants  | Mélia             |         | ✓       |         |            |            |         |          | ✓        |         |         |          |         |         |         |         |         |         |
| Enfants  | Doryclus          |         | ✓       |         |            |            |         |          |          |         |         |          |         |         |         |         |         |         |
| Enfants  | Cilix             |         | ✓       |         |            |            | ✓       |          |          |         |         | ✓        |         |         |         |         | ✓       |         |
| Enfants  | Idothée           |         |         |         |            | ✓          |         |          |          |         |         |          |         |         |         |         |         |         |
| Enfants  | Phinée            |         |         |         |            |            |         | ✓        |          |         | ✓       | ✓        | ✓       | ✓       |         |         |         |         |
| Enfants  | Europe            |         |         |         |            |            |         |          |          | ✓       |         | ✓        |         | ✓       |         | ✓       |         |         |
| Enfants  | Taygète           |         |         |         |            |            |         |          |          |         |         |          | ✓       |         |         |         |         |         |
| Enfants  | Thasos            |         |         |         |            |            |         |          |          |         |         |          |         |         | ✓       |         |         |         |

## Agénor dans la culture populaire
- Agénor est un des personnages principaux du film La Colère des Titans de Jonathan Liebesman, son personnage joué par Toby Kebbell.

#### Sources primaires
- Pseudo-Apollodore, Bibliothèque [détail des éditions] [lire en ligne] (I, 9, 21 ; II, 1, 4 ; III, 1, 1).
- Hygin, Fables [détail des éditions] [(la) lire en ligne] (CLVII, CLXXVIII, CLXXIX).
- Nonnos de Panopolis, Dionysiaques [détail des éditions] [lire en ligne] (II, 679 et suiv.).
- Pausanias, Description de la Grèce [détail des éditions] [lire en ligne] (V, 25, 12).

#### Études
- Edith Hamilton (trad. Abeth de Beughem), La Mythologie, éd. Marabout, 1978 (BNF 34637453), p. 200.
- Michael Grant et John Hazel (trad. Etienne Leyris), Dictionnaire de la mythologie [« Who’s Who in classical mythology »], Paris, Marabout, coll. « Savoirs », 1955 (ISBN 2-501-00869-3), p. 131.